# Alles im grünen Bereich
Alles im grünen Bereich ist das dritte Album der deutschsprachigen A-cappella-Gruppe Wise Guys. Es erschien 1997 und ist das erste Album der Gruppe, das von der EMI und mit dem Produzenten Uwe Baltrusch produziert wurde. Bis auf die letzten beiden Titel enthält es nur Eigenproduktionen von Daniel Dickopf und Edzard Hüneke.

## Wissenswertes
Aufgenommen wurden die Titel im April und Mai 1997, wobei einige Titel erst während der Aufnahmen fertiggestellt wurden, da das vorherige Album erst eineinhalb Jahre zurücklag.
Musikalisch stellt das Album eine Weiterentwicklung der Gruppe dar, da nun deutlich unterschiedlichere Facetten der A-cappella-Musik und auch der Vocal Percussion die Songs prägen. Inhaltlich befinden sich neben gefühlsgeladenen Balladen auch gewohnt augenzwinkernde Stücke auf der Platte.

## Remaster
Im Jahr 2010 wurde von EMI Music eine „Remastered Version“ veröffentlicht, die neben den neu gemischten Titeln das Stück Total egal enthält. Die Band reagierte verärgert, da sie zuvor von dem Label, bei dem sie nicht mehr unter Vertrag waren, nicht über die Neuveröffentlichung informiert worden war. Sie warf der Plattenfirma vor, am Erfolg des Albums Klassenfahrt teilhaben zu wollen und Fans gezielt hinters Licht zu führen, zumal diese CD mit dem Veröffentlichungsdatum 2010 verkauft wird.

## Titelliste
1. Wise Guys Opener – 3:00
  (Musik: Daniel Dickopf / Text: Daniel Dickopf)
2. Ruf doch mal an – 3:38
  (Edzard Hüneke / Dickopf)
3. Alles im grünen Bereich – 2:35
  (Dickopf)
4. Ich schmeiß' mein Auto auf den Müll – 2:43
  (Dickopf)
5. Wie kann es sein – 2:39
  (Dickopf)
6. Schwachkopf – 4:04
  (Dickopf)
7. Julia – 1:11
  (Dickopf)
8. Ich bin raus – 3:18
  (Dickopf)
9. Dumm gelaufen – 3:04
  (Dickopf)
10. Tekkno – 1:24
  (Dickopf)
11. Köln ist einfach korrekt – 3:21
  (Dickopf)
12. Alles Banane – 2:51
  (Dickopf)
13. Haarige Zeiten – 2:58
  (Dickopf)
14. Wie die Zeit vergeht – 2:55
  (Hüneke / Dickopf)
15. (Die Frau hat) Rhythmus – 2:35
  (Dickopf)
16. Ich will keine a-cappella – 1:49
  (Jack Morrow / Jack Morrow, Dickopf)
17. Lullaby (Goodnight, My Angel) – 3:20
  (Billy Joel / Billy Joel)